# Maude (série télévisée)
Maude est une série télévisée américaine diffusée par CBS entre 1972 et 1978. Créée par le producteur Norman Lear, c'est une série dérivée de son autre série à succès All in the Family (1971-1979). Beatrice Arthur interprète le rôle homonyme de Maude Findlay, qu'elle avait d'abord incarné dans All in the Family.
Maude était très avant-gardiste à la télévision americaine des années 1970, car elle explorait des thèmes sociaux délicats comme la féminisme, la santé mentale, l'alcoolisme, la ménopause, l'avortement, etc.
La série reçut 12 nominations aux Emmy Awards, y compris le Primetime Emmy Award de la meilleure série télévisée comique en 1973,. Pour son interprétation de Maude, Arthur fut nommée cinq fois pour un Primetime Emmy Award de la meilleure actrice dans une série télévisée comique et gagna le prix en 1977.

## Histoire de production
Beatrice Arthur apparaît dans le rôle de Maude Findlay pour la première fois dans la deuxième saison d'All in the Family. Maude est la cousine d'Edith Bunker (Jean Stapleton) et le contrepoint franc, progressiste et bourgeois à Archie Bunker, un homme conservateur et misogyne de la classe ouvrière. Le personnage de Maude était si bien accueilli par les cadres de CBS qu'ils decidèrent sur-le-champ de créer pour Arthur une série dérivée avec Norman Lear comme producteur en chef. Lear s'est inspirée de son ex-femme Frances Lear pour écrire le rôle de Maude.
Pendant ses quatre premières saisons, la série fut parmi les dix les plus regardées selon l'Échelle de Nielsen. À partir de la quatrième saison, l'audience de la série se mit à diminuer. Les scénaristes prévoyaient des modifications importantes pour la septième saison de 1978-1979 : les Harmon et Carol devaient partir, Walter prendre sa retraite, et Maude se lancer dans la politique à Washington. Jusqu'à ce que Bea Arthur annonce début de 1978 qu'elle ne rempilerait pas pour une septième saison. Sans sa tête d'affiche, CBS décida de ne pas reconduire Maude à la fin de la sixième saison.

## Synopsis
Maude Findlay, une femme bourgeoise au franc-parler, vit à Tuckahoe (New York) avec son quatrième mari Walter Findlay (Bill Macy), sa fille Carol (Adrienne Barbeau) et Phillip, son beau-fils de 9 ans. Maude est progressiste, féministe, spirituelle, et un peu tyrannique envers les gens autour d'elle,. Les Findlay ont pour voisin le médecin Dr Arthur Harmon (Conrad Bain) ; Arthur sort avec la copine de Maude, Vivian Cavender (Rue McClanahan), qu'il épousera lors de la troisième saison.

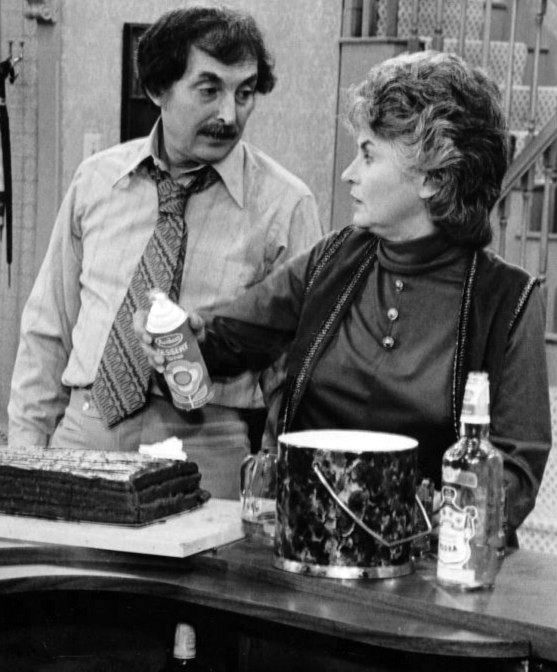
Maude et Walter, 1973.

Maude a eu trois employées de maison pendant la série. La première, interprétée par Esther Rolle, une Afro-Américaine du nom de Florida Evans quittera la série en 1974 pour sa propre série dérivée, Good Times (1974-1979). La deuxième, Mme Naugatuck (Hermione Baddeley), grosse buveuse anglaise, vaudra à son interprète un Golden Globe comme meilleure actrice dans un second rôle en 1976. La comédienne quittera la série en 1976. La troisième, Victoria Butterfield (Marlene Warfield), officiera durant la dernière saison.
La série est connue pour ses thèmes controversés, comme l'avortement, l'alcoolisme, la santé mentale, et d'autres questions contemporaines. En novembre 1972, au bout de seulement deux mois d'existence, sont diffusés deux épisodes sur l'avortement intitulés « Le dilemme de Maude ». Dans les épisodes, Maude, qui a 47 ans, apprend qu'elle est enceinte et décide de se faire avorter. C'est la première fois à la télévision américain qu'une héroïne envisage de se faire avorter.
Bien que l'avortement ait été permis à New York lors de la diffusion, il n'était pas encore légal au niveau fédéral (trois mois plus tard Roe v. Wade le rendra légal au niveau national). Les deux épisodes firent scandale ; CBS reçut des centaines d'appels téléphoniques et 7 000 de lettres de plainte. La controverse provoqua cependant une hausse d'audience très nette ; la série passa du treizième au cinquième rang d'audience selon l'échelles de Nielsen. Quand les épisodes seront rediffusés 9 mois plus tard, le scandale sera encore plus vif, avec 17 000 lettres de plainte. 25 chaînes affiliées à CBS refusèrent de diffuser les deux épisodes, et le réseau ne put vendre qu'un seul spot publicitaire de 30 secondes.
Au début de la deuxième saison, la série aborde l'alcoolisme de Walter dans deux épisodes, et dans une autre, diffusé en novembre 1975, Maude parle de sa dépression à un psychiatre.

## Distribution

### Acteurs principaux
- Beatrice Arthur : Maude Findlay
- Bill Macy : Walter Findlay
- Adrienne Barbeau : Carol Traynor

#### Acteurs secondaires
- Conrad Bain : Arthur Harmon
- Rue McClanahan : Vivian Cavender Harmon
- Brian Morrison (1972-1977) / Kraig Metzinger (1977-1978) : Phillip
- Esther Rolle : Florida Evans (1972-1974)
- John Amos : Henry Evans (1973-1974)
- Fred Grandy : Chris (1973-1974)
- Hermione Baddeley : Mrs. Nell Naugatuck (1974-1977)
- Marlene Warfield : Victoria Butterfield (1977-1978)
- J. Pat O'Malley : Burt Beasley (1975-1977)[1]

## Récompenses
- Emmy Award 1977: Meilleure actrice dans une série télévisée comique à Bea Arthur[4].
- Golden Globes 1976 : Meilleure actrice dans un second rôle dans une série musicale, comique ou dramatique à Hermione Baddeley[5].

## Adaptations
- En France, Maude fut adapté par France 2 sous le titre de  Maguy, série diffusée entre 1985 et 1994[9].
- Au Royaume-Uni, Maude fut adapté par ITV sous le titre de Nobody's Perfect. La série, qui dura 2 saisons, avait pour acteurs principaux Elaine Stritch et Richard Griffiths[10].

## Accueil
Maude est classée à 68e place sur la liste des cent meilleures sitcoms de tous les temps, publiée par le magazine Rolling Stone.